# Chaptalia modesta
Chaptalia modesta là một loài thực vật có hoa trong họ Cúc. Loài này được Burkart mô tả khoa học đầu tiên năm 1932.